# Hong Kong en los Juegos Olímpicos de Atlanta 1996
Hong Kong estuvo representado en los Juegos Olímpicos de Atlanta 1996 por un total de 23 deportistas, 14 hombres y 9 mujeres, que compitieron en 10 deportes.
La portadora de la bandera en la ceremonia de apertura fue la atleta Chan Sau Ying.

## Medallistas
El equipo olímpico hongkonés obtuvo las siguientes medallas:
| Nombre       | Deporte | Competición |
| ------------ | ------- | ----------- |
| Oro          |         |             |
| Lee Lai Shan | Vela    | Mistral F   |
| Plata        |         |             |
| —            |         |             |
| Bronce       |         |             |
| —            |         |             |